# Keisuke Funatani
Keisuke Funatani (船谷 圭祐 Funatani Keisuke?, nacido el 7 de enero de 1986 en Matsusaka) es un futbolista japonés que se desempeña como centrocampista.

## Trayectoria

### Clubes
| Club           | País  | Año         |
| -------------- | ----- | ----------- |
| Júbilo Iwata   | Japón | 2004 - 2011 |
| Sagan Tosu     | Japón | 2008        |
| Sagan Tosu     | Japón | 2012 - 2013 |
| Mito HollyHock | Japón | 2013 -      |

## Estadística de carrera

### J. League
| Club           | Año   | J. League | J. League | Copa J. League | Copa J. League | Total | Total |
| Club           | Año   | Part.     | Goles     | Part.          | Goles          | Part. | Goles |
| -------------- | ----- | --------- | --------- | -------------- | -------------- | ----- | ----- |
| Júbilo Iwata   | 2004  | 0         | 0         | 0              | 0              | 0     | 0     |
| Júbilo Iwata   | 2005  | 14        | 0         | 1              | 0              | 15    | 0     |
| Júbilo Iwata   | 2006  | 19        | 4         | 8              | 3              | 27    | 7     |
| Júbilo Iwata   | 2007  | 13        | 0         | 4              | 0              | 17    | 0     |
| Júbilo Iwata   | 2008  | 5         | 0         | 3              | 0              | 8     | 0     |
| Sagan Tosu     | 2008  | 12        | 1         | -              | -              | 12    | 1     |
| Júbilo Iwata   | 2009  | 10        | 0         | 0              | 0              | 10    | 0     |
| Júbilo Iwata   | 2010  | 25        | 0         | 6              | 1              | 31    | 1     |
| Júbilo Iwata   | 2011  | 6         | 0         | 3              | 0              | 9     | 0     |
| Sagan Tosu     | 2012  | 2         | 0         | 0              | 0              | 2     | 0     |
| Sagan Tosu     | 2013  | 0         | 0         | 3              | 0              | 3     | 0     |
| Mito HollyHock | 2013  | 13        | 0         | -              | -              | 13    | 0     |
| Mito HollyHock | 2014  | 40        | 4         | -              | -              | 40    | 4     |
| Mito HollyHock | 2015  | 34        | 4         | -              | -              | 34    | 4     |
| Mito HollyHock | 2016  | 33        | 2         | -              | -              | 33    | 2     |
| Mito HollyHock | 2017  | 16        | 1         | -              | -              | 16    | 1     |
| Total          | Total | 242       | 16        | 28             | 4              | 270   | 20    |